# Manambaro
Manambaro is een plaats en commune in het zuiden van Madagaskar, behorend tot het district Tôlanaro, dat gelegen is in de regio Anosy. Tijdens een volkstelling in 2001 telde de plaats ongeveer 26.000 inwoners. De plaats ligt langs de Route nationale 13, tussen de steden Ihosy en Tôlanaro.
De plaats biedt lager en voortgezet onderwijs voor jongeren en ouderen. Ook bevindt zich in de plaats een ziekenhuis. 50 % is landbouwer en 15% houdt zich bezig met veeteelt. Met name wordt er rijst verbouwd. Ook wordt er lychees en cassave verbouwd. 5% van de bevolking is werkzaam in de industrie en 10% in de dienstensector. Ten slotte houdt 20% van de bevolking zich in leven met de visserij.